# كلايد ولز
كلايد ولز هو قاضي ومحامي وسياسي كندي، ولد في 9 نوفمبر 1937 في كندا. حزبياً، نشط في الحزب الليبرالي في نيوفندلاند ولابرادور ‏. وقد انتخب Premier of Newfoundland and Labrador ‏.